# PubMed
PubMed je slobodno dostupna baza podataka iz prirodnih nauka i biomedicine, koja sadrži citate, apstrakte i za izvestan broj članaka pun tekst. Američka Nacionalna biblioteka za medicinu (NLM) pod pokroviteljstvom Nacionalnog instituta za zdravlje (NIH) održava PubMed kao deo Entrez sistema za pretragu informacija. Pored MEDLINE datateke, PubMed daje pristup:
- za pre-1966 citate.
- Citate svih članaka iz pojedinih MEDLINE žurnala, prvenstveno najvažnijih iz opšte nauke i hemije.
- Citacije u pripremi koje daju uvid u članak pre nego što je uvršten u MeSH indeks i dodat u MEDLINE.
- Citacije pre datuma od koga je žurnal uključen u MEDLINE indeks.

## Literatura
1. ↑  „Yearly Citation Totals from 2008 MEDLINE/PubMed Baseline”. NIH. 17. 12. 2007. Приступљено 20. 10. 2008.
2. ↑  „What's the Difference Between MEDLINE and PubMed? Fact Sheet”.

## Spoljašnje veze
- onlajn tutoriali
- pomoć
- Napredno PubMed pretraživanje
- Архивирано на веб-сајту  (18. фебруар 2010)
- Архивирано на веб-сајту  (24. јануар 2021)
- čitač
- mašna za pretragu - vodič